# فرسایش زیستی
نظریهٔ دوره فرسایش زیستی یا زیست‌فرسایش‌زایی یا بیورهگزیستازی (به انگلیسی: Biorhexistasy)، شرایط آب و هوایی لازم را برای دوره‌های تشکیل خاک (خاک‌زایی) که توسط دوره‌های فرسایش خاک از هم جدا شده‌اند را توصیف می‌کند. این نظریه که توسط خاک‌شناس هنری ارهارت در سال ۱۹۵۱ ارائه شد، دو مرحله اقلیمی را تعریف می‌کند: زیست‌زایی یا بیوستازی (biostasy) و دورهٔ فرسایش‌زایی یا رزیستازی (rhexistasy).

## زیست‌زایی (Biostasy)
در دورهٔ زیست‌زایی یا بیوستازی، بارش فراوان و منظم سبب خاک‌زایی (pedogenesis) قوی می‌شود که با تغییر شیمیایی مواد زایا و تشدید ریزش و ریزش مواد معدنی خاک در لایه‌های سطحی خاک و زیر خاک (سولوم) مشخص می‌شود. این فرایندها به شکل‌گیری افق‌های هوارفت (eluvial) و argillic و افزایش غلظت اکسیدهای آهن، اکسیدهای آلومینیوم و دیگر sesquioxides در زیر خاک کمک می‌کنند. شرایط آب و هوایی به سود یک پوشش رویشی است که خاک را از فرسایش فیزیکی محافظت می‌کند، اما بارندگی فراوان سبب از بین رفتن یون‌های معدنی و افزایش غلظت آن مواد معدنی در آب‌های پذیرنده می‌شود. کلسیم فراوان دریایی سبب تشکیل سنگ آهک می‌شود.

## فرسایش‌زایی (Rhexistasy)
در طول فرسایش‌زایی (از rhexein، برای شکستن) پوشش رویشی محافظ در نتیجه آب و هوای خشک‌تر کاهش می‌یابد یا از بین می‌رود. شدت بارندگی بیشتر است. آب و هوای خشک‌تر خاک‌زایی را کند می‌کند و خاک‌ها دیگر به اجزای معدنی ساختمان سنگ آهک که ویژگی زیست‌زایی هستند، کمک نمی‌کنند. بدون محافظت از پوشش گیاهی ضخیم یا خاک‌های عمیق، باد باعث می‌شود تا زیر خاک در معرض فرسایش و سنگ‌ها در معرض هوازدگی فیزیکی قرار گیرند. انجماد و ذوب برای افزایش تولید مواد درشت آواری عمل می‌کند. شدت رویدادهای بارندگی نقطه‌گذاری در طول فرسایش‌زایی سبب فرسایش و تجمع ماسه و سیلت به‌عنوان لایه‌های رسوبی می‌شود. در طول فرسایش‌زایی، غلبه هوازدگی شیمیایی که ویژگی زیست‌زایی است، با غلبه هوازدگی فیزیکی جایگزین می‌شود.